# Paecilaema diadematum
Paecilaema diadematum is een hooiwagen uit de familie Cosmetidae.